# 紀元前347年
紀元前347年（きげんぜん347ねん）は、ローマ暦の年である。

## 他の紀年法
- 干支 : 甲戌
- 日本
  - 皇紀314年
  - 孝安天皇46年
- 中国
  - 周 - 顕王22年
  - 秦 - 孝公15年
  - 楚 - 宣王23年
  - 斉 - 威王10年
  - 燕 - 文公15年
  - 趙 - 粛侯3年
  - 魏 - 恵王23年
  - 韓 - 昭侯16年
- 朝鮮
  - 檀紀1987年
- ベトナム :
- 仏滅紀元 : 198年
- ユダヤ暦 :

## できごと

### ギリシャ
- オリュントスでマケドニアが勝利したのを受けて、アテナイはマケドニアとの和平を模索した。アテナイの経済政策は、アテナイが大きな戦争に巻き込まれないことを前提としていたため、アテナイのリーダーのエウブロス（英語版）はピリッポス2世と講和を結んだ。デモステネスが和解の仲介を行った。
- デモステネス、アイスキネース、フィロクラテスを含むアテナイの代表団は、ピリッポス2世と交渉するためにペラに遣わされた。

### ローマ
- ローマ帝国に初めて貨幣制度が導入された。

### 中国
- 古蜀が成都に遷都する。
- 趙の公子范が邯鄲を襲うが、勝てずに死す。

### 哲学
- プラトンが死去し、甥のスペウシッポスがアカデメイアを引き継いだ。
- マケドニアに嫌気がさしたアリストテレスがアテナイを離れ、クセノクラテスもそれに従った。彼らは、エーゲ海の小アジア側に新たにできたアソスの町で新しいアカデミーを立ち上げた。

## 死去
- プラトン、ギリシアの哲学者でアカデミアの創設者（* 紀元前427年）
- エウドクソス、ギリシアの哲学者、数学者（* 紀元前410年/紀元前408年）